# شركة التأمين الإيرانية
شركة التأمين الإيرانية (بالفارسية: شرکت سهامی بیمه ایران) هي شركة مملوكة للحكومة الإيرانية تقدم مجموعة واسعة من التأمينات. تأسست في عام 1935، تعتبر الشركة «أكبر شركة تأمين في إيران» وتمتلك أكثر من 50 ٪ من حصة السوق الوطنية. تقدم جميع خدمات التأمين في الوكالات الفردية والقانونية مثل شركة وكالة اعتماد جوستار حكيم أو في الوسطاء القانونيين.